# Wilhelm von Hartel

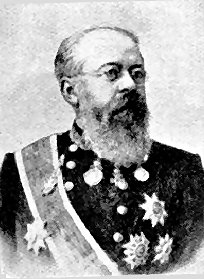
Wilhelm von Hartel.

Wilhelm August Ritter von Hartel, född den 28 maj 1839 i Hof i Mähren, död den 14 januari 1907 i Wien, var en österrikisk filolog och statsman.
Hartel blev 1869 extra ordinarie och 1872 ordinarie professor i klassisk filologi i Wien. Han erhöll 1882 adlig värdighet, blev 1891 direktör för hovbiblioteket och medlem av herrehuset och utnämndes 1896 till sektionschef i departementet för kult och undervisning; 1899 blev han ledare av detta och 1900 i kabinettet Körber undervisningsminister samt genomförde viktiga reformer i utbildningsväsendet. Han bekämpade den slaviska rörelsens framträngande och sökte minska det klerikala inflytelandet i de högre studieanstalterna.
Hartel var en av Österrikes mest framstående filologer; bland hans arbeten märks Homerische Studien (3 band, 1871–74), Demosthenische Studien (2 band, 1877–78), Studien über attisches Staatsrecht und Urkundenwesen (1878) och Patristische Studien (6 häften, 1890–95). I "Corpus scriptorum ecclesiasticorum" utgav Hartel bland annat CyprianusOpera omnia (3 band, 1868–74). År 1874 blev Hartel redaktör för Zeitschrift für österreichische Gymnasien och uppsatte 1879 jämte Schenkl Wiener Studien, en tidskrift för klassisk filologi.

## Fotnoter
1. 1 2  Tjeckiska nationalbibliotekets databas, NKC-ID: jx20111007012, läst: 23 november 2019.[källa från Wikidata]
2. 1 2 3 4 5  Olomoucs vetenskapliga bibliotek, REGO, läs online, läst: 1 april 2024.[källa från Wikidata]
3. 1 2  Olomoucs stadsbiblioteks regionala databas, läs online, läst: 25 september 2024.[källa från Wikidata]
4. 1 2  Olomoucs stadsbiblioteks regionala databas, läs online, läst: 26 september 2024.[källa från Wikidata]
5. ↑  Dictionary of Art Historians, Dictionary of Art Historians-ID: hartelw, läst: 23 april 2022.[källa från Wikidata]